# Xysticus ghigii
Xysticus ghigii är en spindelart som beskrevs av Lodovico di Caporiacco 1938. Xysticus ghigii ingår i släktet Xysticus och familjen krabbspindlar. Inga underarter finns listade i Catalogue of Life.